# Banda prohibida

Estructura de banda semiconductora.

Estructura de bandas en un semiconductor.
Véase conducción eléctrica y semiconductor para una descripción más detallada de la estructura de bandas.

La banda prohibida,  brecha de bandas o brecha energética (en inglés bandgap), en la física del estado sólido y otros campos relacionados, es la diferencia de energía entre la parte superior de la banda de valencia y la parte inferior de la banda de conducción. Esta cantidad se encuentra presente en aislantes y semiconductores, su predicción puede llegar a ser un reto para muchos de los métodos teóricos relacionados con la teoría de bandas.
La banda prohibida es una de las primordiales contribuciones en el campo de la mecánica cuántica.
La conductividad eléctrica de un semiconductor intrínseco (puro) depende en gran medida de la anchura del gap. Los únicos portadores útiles para conducir son los electrones que tienen suficiente energía térmica para poder saltar la banda prohibida, la cual se define como la diferencia de energía entre la banda de conducción y la banda de valencia. La probabilidad de que un estado de energía {\displaystyle E_{0}} esté ocupado por un electrón se calcula mediante las estadísticas de Fermi-Dirac. Una aproximación, la de Maxwell-Boltzmann, es válida también si se cumple {\displaystyle E_{0}>>E_{F}}, donde {\displaystyle E_{F}} es el nivel de Fermi. La aproximación de Maxwell-Boltzmann viene dada por:
{\displaystyle e^{\left({\frac {-E_{g}}{kT}}\right)}}
donde:
e es la función exponencial
Eg es la energía de banda prohibida
k es la constante de Boltzmann
T es la temperatura
La conductividad es un efecto no deseado, y los materiales con un ancho de banda prohibida mayor ofrecen un mejor comportamiento. En los fotodiodos de infrarrojos se usa un gap pequeño para permitir la detección de fotones de baja energía.

## Información general
1. "El intervalo de banda es la cantidad mínima de energía necesaria para un electrón de liberarse de su estado de enlace.
2. Cuando se cumple la energía de banda prohibida, el electrón es excitado a un estado libre, y por lo tanto puede participar en la conducción.
3. La brecha de banda determina la cantidad de energía que se necesita para la conducción, así como la cantidad de energía que se genera.
4. Un agujero se crea donde el electrón estaba obligado anteriormente. Este agujero también participa en la conducción."[3]

## Banda prohibida superconductora
La banda prohibida superconductora Δ, a veces conocida como gap superconductor, a pesar de su nombre, no está relacionada con la banda prohibida de semiconductores y aislantes, sino con la energía necesaria para romper el "enlace" que une a dos electrones que están formando un par de Cooper (mientras que cuando un electrón se encuentra en el estado normal, su energía cinética puede ser modificada una cantidad arbitrariamente pequeña). Si la energía aplicada es inferior a 2Δ (el doble, debido a que un par se compone de dos electrones, y la banda prohibida se refiere a la energía por electrón), no es posible romper el par, y por lo tanto se puede decir que "no sucede nada" (es decir, los electrones no absorberán fonones cuya energía sea inferior a dicha cantidad).
Más concretamente, la banda prohibida superconductora es la energía por electrón entre el estado fundamental superconductor y el primer estado excitado.
La banda prohibida es máxima en el cero absoluto, y va disminuyendo a medida que aumenta la temperatura, hasta anularse cuando se alcanza la temperatura crítica (es decir, cuando la muestra deja de ser superconductora debido a que la energía de enlace del par de Cooper es mayor que cero).
"La banda prohibida de un semiconductor es la energía mínima necesaria para excitar un electrón desde su estado ligado a un estado libre que le permita participar en la conducción. La estructura de bandas de un semiconductor da la energía de los electrones en el eje Y se llama un "diagrama de banda". El menor nivel de energía de un semiconductor se denomina "banda de valencia" (EV) y el nivel de energía en el que un electrón puede ser considerado libre se llama "banda de conducción" (EC). La banda prohibida (EG) es la diferencia de energía entre el estado ligado y el estado libre, entre la banda de valencia y la banda de conducción. Por lo tanto, la banda prohibida es la energía mínima necesaria para excitar el electrón de manera que pueda participar en la conducción."

### La ecuación de la banda prohibida
La teoría BCS llega, aplicando la física cuántica, a una importante ecuación que desenvuelve un papel central en dicha teoría, y se suele conocer como ecuación de la banda prohibida o bien ecuación del gap:
{\displaystyle {\frac {1}{V}}={\frac {1}{2}}\sum _{k}{\frac {\tanh {({\sqrt {\epsilon _{k}^{2}+\Delta ^{2}}}/2k_{B}T)}}{\sqrt {\epsilon _{k}^{2}+\Delta ^{2}}}}}
donde kB es la constante de Boltzmann, εk es la energía cinética sobre el nivel de Fermi y V es el potencial de interacción entre los electrones del par de Cooper (que en la aproximación propuesta por Cooper es constante siempre que trabajemos cerca del nivel de Fermi, y nula cuando estemos fuera).
Lo que queremos es obtener el valor de la banda prohibida en función de la temperatura, es decir Δ = Δ(T), dado que de esta manera podríamos poner las propiedades que dependen de la banda prohibida en función de la temperatura (lo cual es importante, porque a la hora de realizar experimentos la temperatura será la variable independiente, cosa que no podemos hacer con la Δ). La ecuación es demasiado complicada como para obtener el valor exacto de Δ, pero se puede calcular numéricamente con programas informáticos convirtiendo el sumatorio en una integral. De esta manera, se obtiene una curva con las siguientes propiedades:
- Cuando T ~ 0, la energía de la banda prohibida es prácticamente constante (su tangente es horizontal en ese punto), tal que Δ(T) es aproximadamente igual a Δ(0),
- Cuando T ~ Tc, Δ(T) decrece rápidamente tal que tiene aproximadamente la forma de

{\displaystyle {\frac {\Delta (T)}{\Delta (0)}}\approx 1.74{\sqrt {1-{\frac {T}{T_{c}}}}}}
(Más abajo, en la sección Enlaces externos hay un enlace a la página de HyperPhysics que contiene un gráfico con la forma de Δ = Δ(T)).
Gracias a la ecuación de la banda prohibida es posible calcular muchas cantidades termodinámicas en superconductores como la entropía, el calor específico, la energía interna o la energía libre en función de la temperatura, lo cual es fundamental para predecir resultados experimentales.

## Lista de bandas prohibidas
En la siguiente tabla aparecen bandas prohibidas de diversos semiconductores (no confundir con la banda prohibida superconductora también mencionada):
| Material                 | Símbolo | Band gap (eV) 300K | Referencia |
| ------------------------ | ------- | ------------------ | ---------- |
| Silicio                  | Si      | 1.11               | [ 4 ]      |
| Germanio                 | Ge      | 0.66               | [ 4 ]      |
| Carburo de silicio       | SiC     | 2.86               | [ 4 ]      |
| Fosfuro de aluminio      | AlP     | 2.45               | [ 4 ]      |
| Arseniuro de aluminio    | AlAs    | 2.16               | [ 4 ]      |
| Antimoniuro de aluminio  | AlSb    | 1.6                | [ 4 ]      |
| Nitruro de aluminio      | AlN     | 6.3                |            |
| Diamante                 | C       | 5.5                |            |
| Fosfuro de galio (III)   | GaP     | 2.26               | [ 4 ]      |
| Arseniuro de galio       | GaAs    | 1.43               | [ 4 ]      |
| Nitruro de galio (III)   | GaN     | 3.4                | [ 4 ]      |
| Sulfuro de galio (II)    | GaS     | 2.5 (@ 295 K)      |            |
| Antimoniuro de galio     | GaSb    | 0.7                | [ 4 ]      |
| Nitruro de indio (III)   | InN     | 0.7                | [ 5 ]      |
| Fosfuro de indio (III)   | InP     | 1.35               | [ 4 ]      |
| Arseniuro de indio (III) | InAs    | 0.36               | [ 4 ]      |
| Óxido de zinc            | ZnO     | 3.37               |            |
| Sulfuro de zinc          | ZnS     | 3.6                | [ 4 ]      |
| Seleniuro de zinc        | ZnSe    | 2.7                | [ 4 ]      |
| Telururo de zinc         | ZnTe    | 2.25               | [ 4 ]      |
| Sulfuro de cadmio        | CdS     | 2.42               | [ 4 ]      |
| Seleniuro de cadmio      | CdSe    | 1.73               | [ 4 ]      |
| Telururo de cadmio       | CdTe    | 1.49               | [ 6 ]      |
| Sulfuro de plomo (II)    | PbS     | 0.37               | [ 4 ]      |
| Seleniuro de plomo (II)  | PbSe    | 0.27               | [ 4 ]      |
| Telururo de plomo (II)   | PbTe    | 0.29               | [ 4 ]      |
| Óxido de cobre (I)       | Cu2O    | 2.17               | [ 7 ]      |